# Koʻkaldosh-Madrasa (Buxoro)

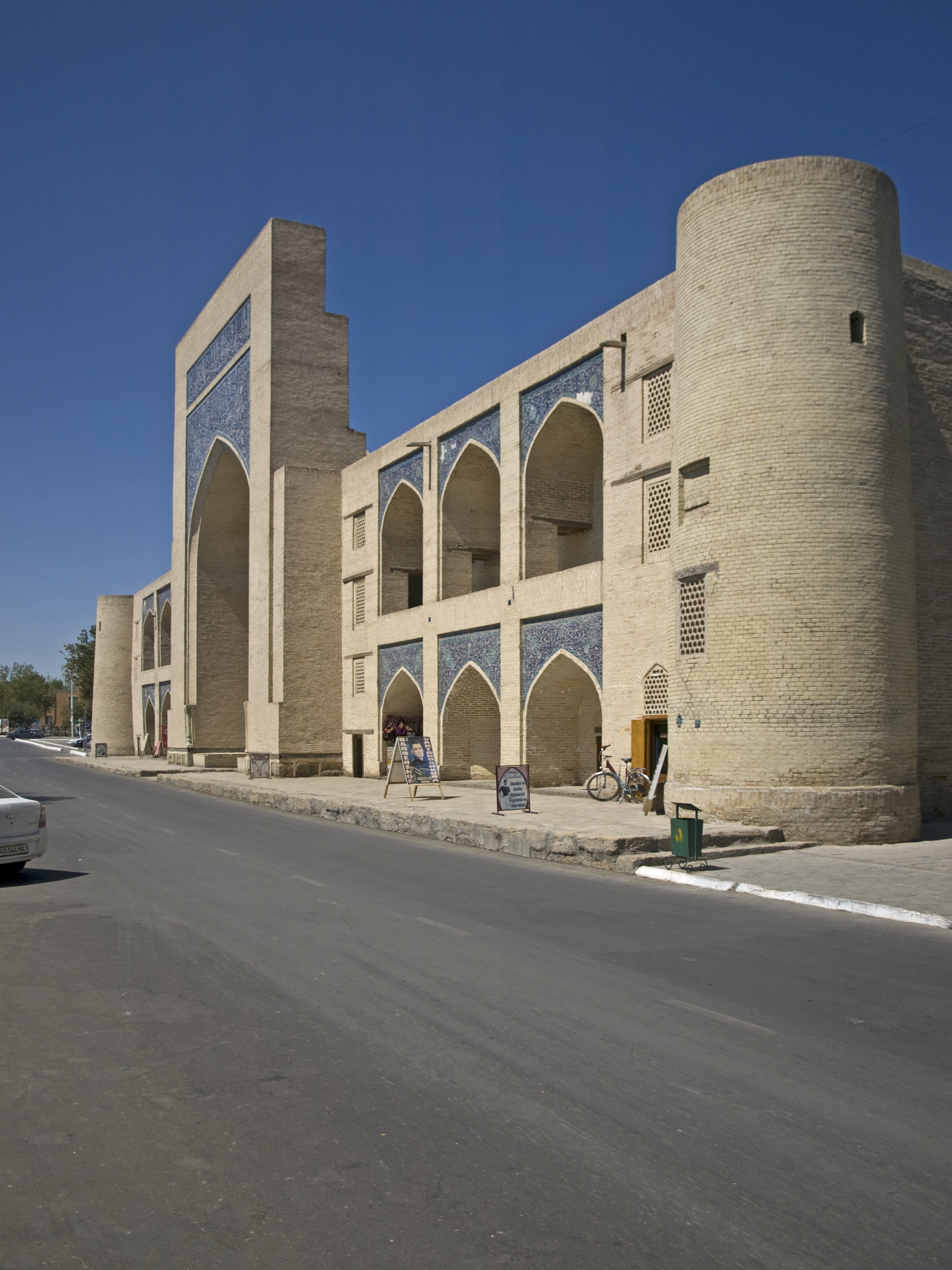
Koʻkaldosh-Madrasa

Die Koʻkaldosh-Madrasa ist eine Madrasa in der usbekischen Stadt Buxoro.

## Lage
Die Madrasa liegt im historischen Zentrum von Buxoro und ist Bestandteil des Gebäudeensembles Labi Hovuz. Sie liegt jenseits der Straße nördlich des Parks, der sich im Osten an das Wasserbecken anschließt.

## Geschichte
Die Koʻkaldosh-Madrasa wurde 1569 unter Khan Abdullah II. durch dessen Milchbruder  und Wesir Qulbobo Koʻkaldosh errichtet und ist somit das älteste Bauwerk des Ensembles.
An der Madrasa lehrte unter Anderen von 1905 bis 1917 der tadschikische Schriftsteller Sadriddin Ainij.
Während der sowjetischen Zeit wurde das Gebäude als Hotel benutzt. Der Saal links vom Haupteingang diente als Kino.
In den Jahren 1995–1997 wurde die Madrasa grundlegend restauriert.

## Beschreibung
Mit ihren Abmaßen von 69 × 80 Meter ist die Koʻkaldosh-Madrasa auch das größte Bauwerk des Ensembles Labi Hovuz und die größte Madrasa von Buxoro und gehört zu den größten von Zentralasien. Die Hauptfassade hat einen zentralen Pischtak mit Iwan. Beidseitig des Pischtaks schließen sich drei Achsen zweigeschossiger Spitzbogenarkaden mit Zugängen zu den einzelnen Wohnzellen der Studenten an. Je ein dreiviertelrunder Eckturm, der mit der Oberkante der Arkaden endet, schließt die Fassade nach außen ab.
Die Madrasa hat einen Innenhof von 35 × 43 Meter, der von zweigeschossigen Spitzbogenarkaden mit Zugängen zu den Wohnzellen der Studenten umschlossen ist. Insgesamt gibt es in der Koʻkaldosh-Madrasa 160 dieser Wohnzellen.

Beidseitig des Eingangs befindet sich je ein hoher Unterrichtsraum, der von einer flachen Kuppel überwölbt ist. Die Gewölbedecken dieser Unterrichtsräume sind mit einem Netz von Bögen überzogen, die zusammen mit den weißen Fugen zwischen den gebrannten Ziegeln komplexe geometrische Muster bilden. Auf der Außenseite sind die Kuppeln unglasiert in Backsteinbauweise ausgeführt.

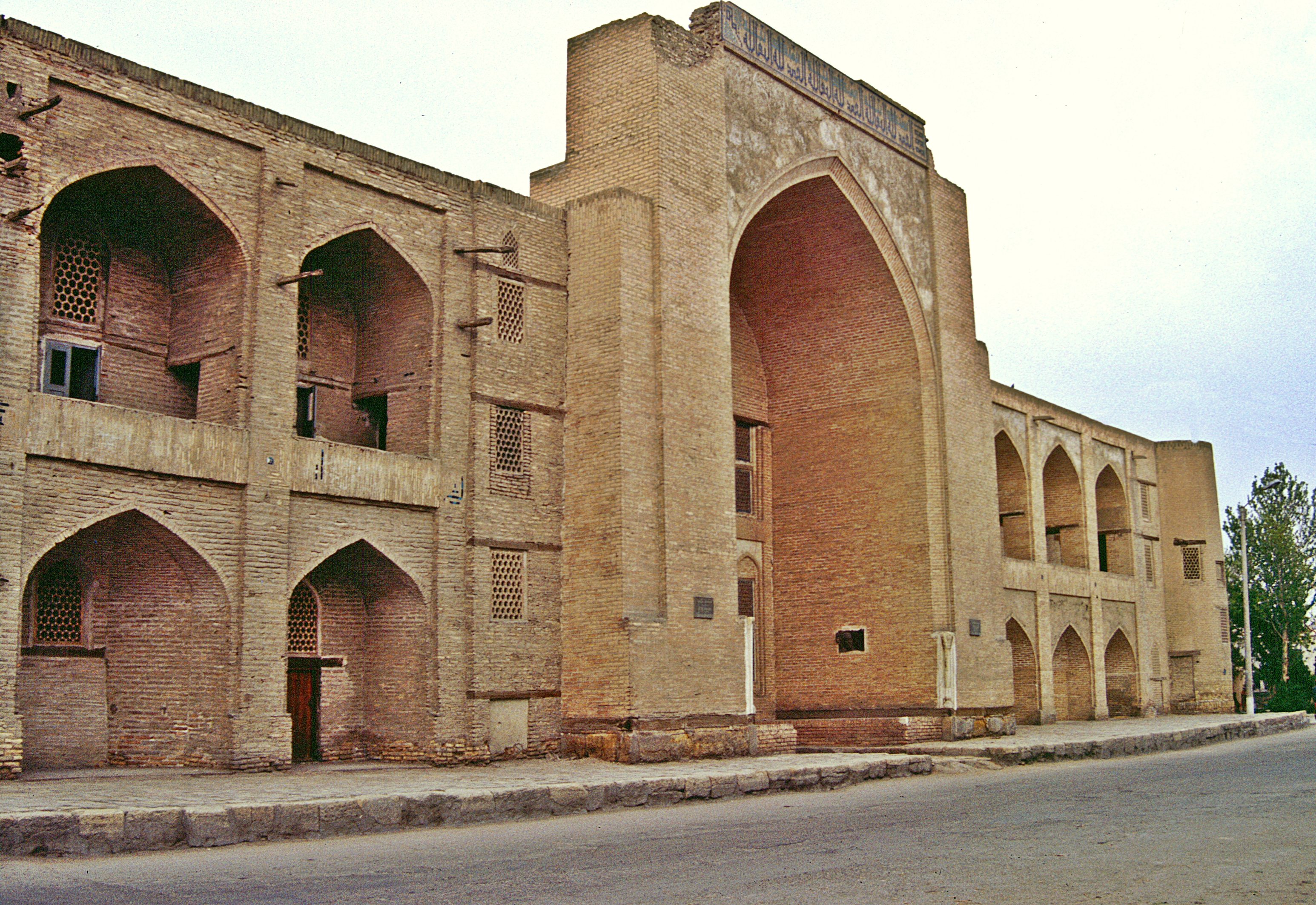
Zustand 1992
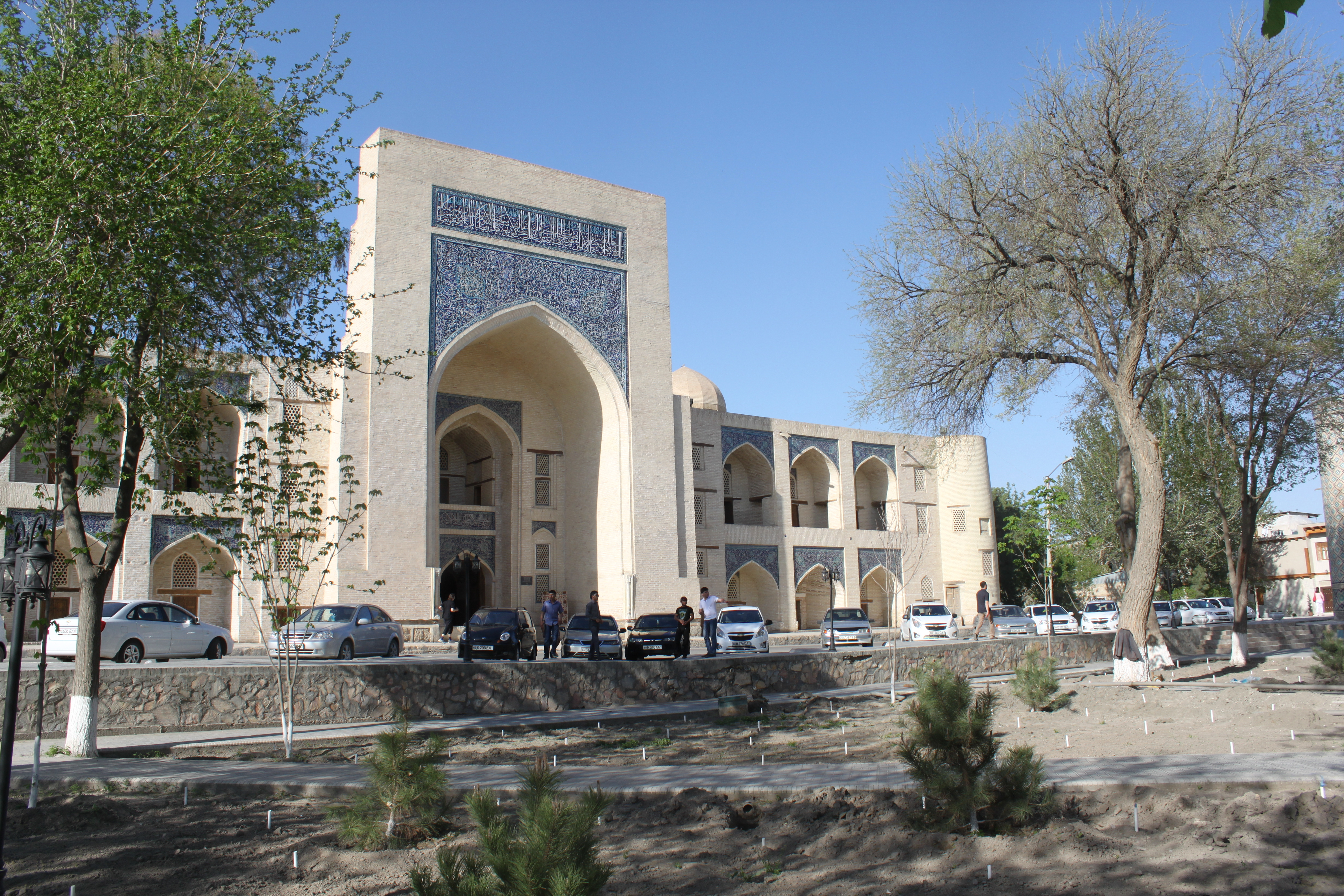
Zustand 2012
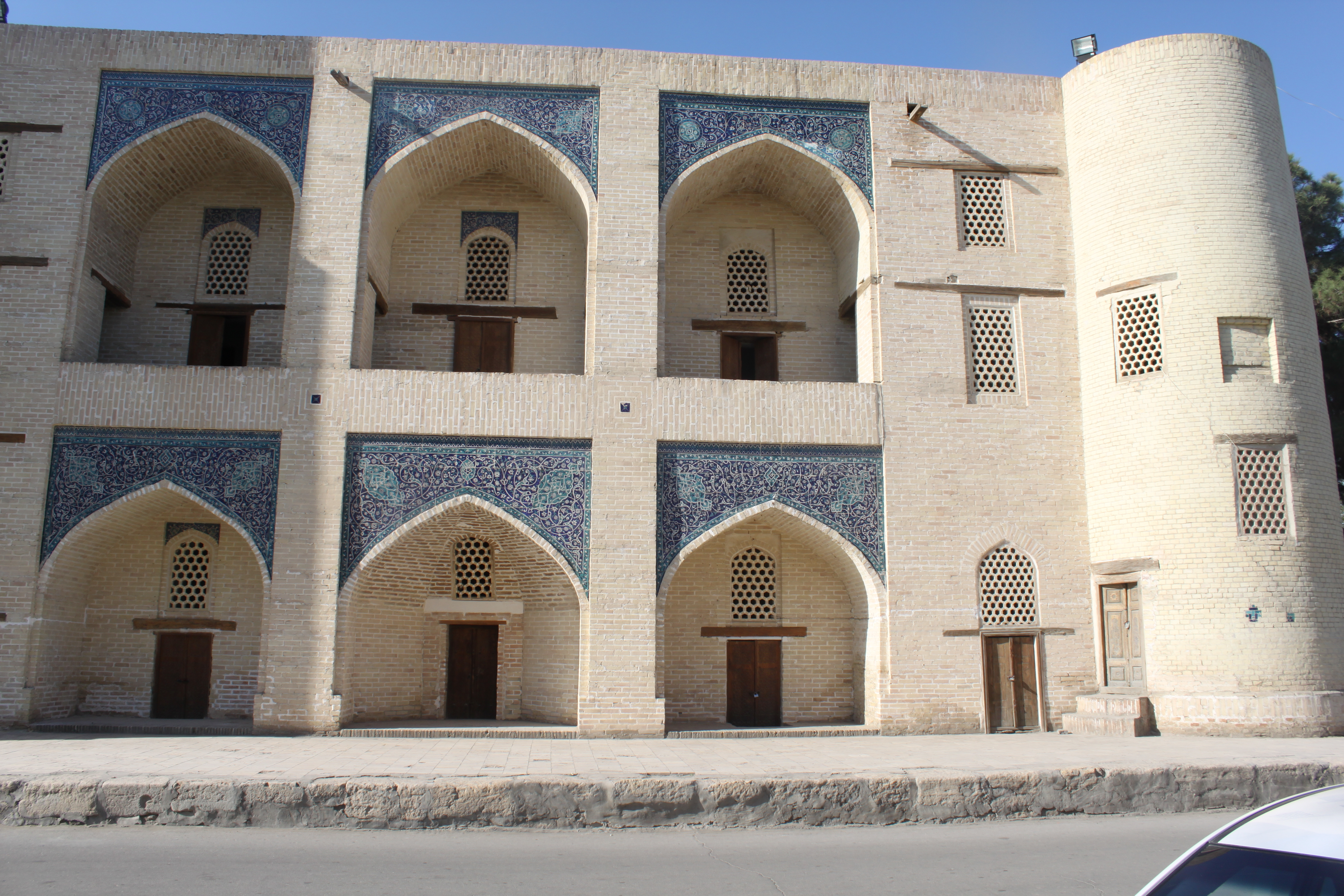
Arkaden und Eckturm
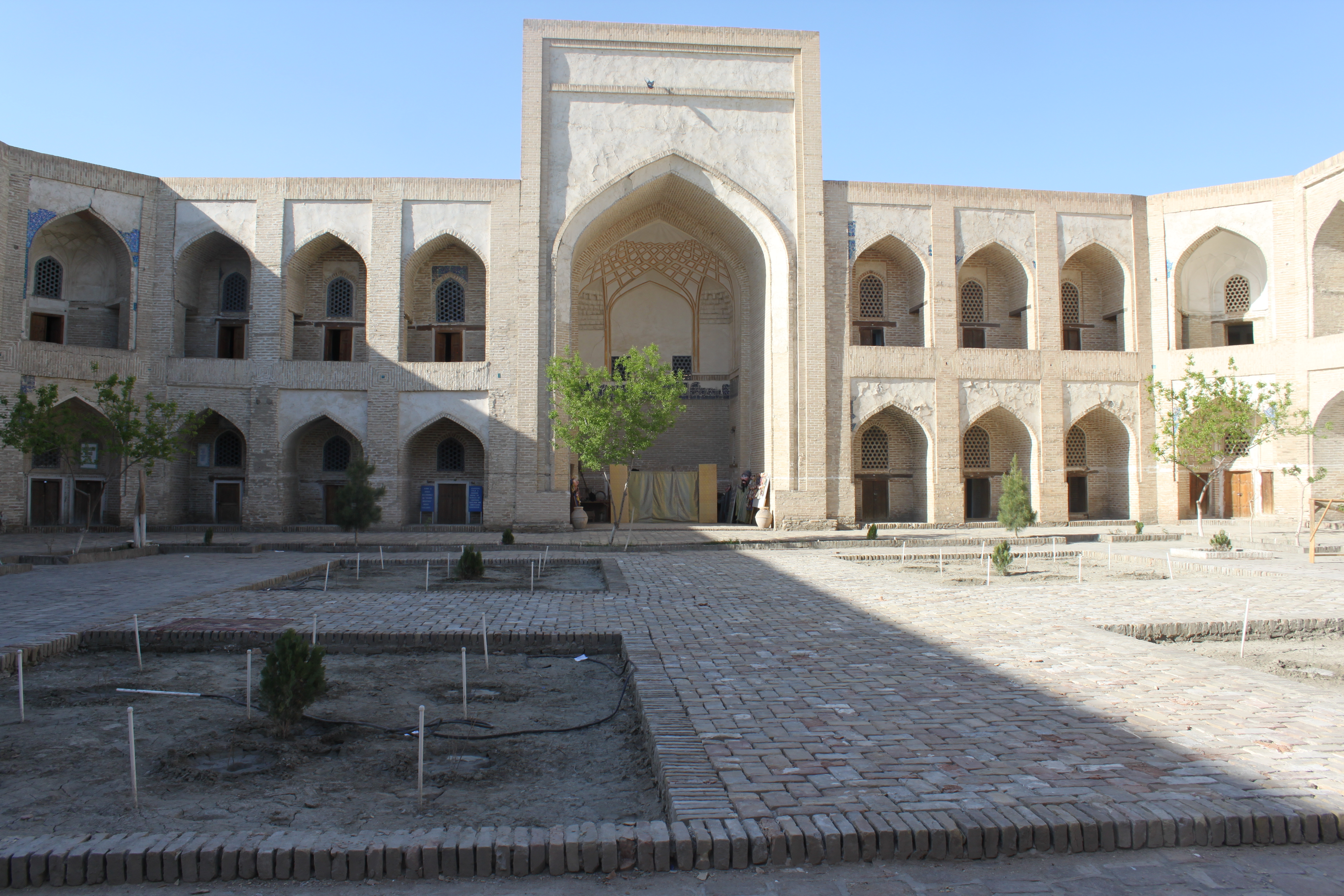
Innenhof
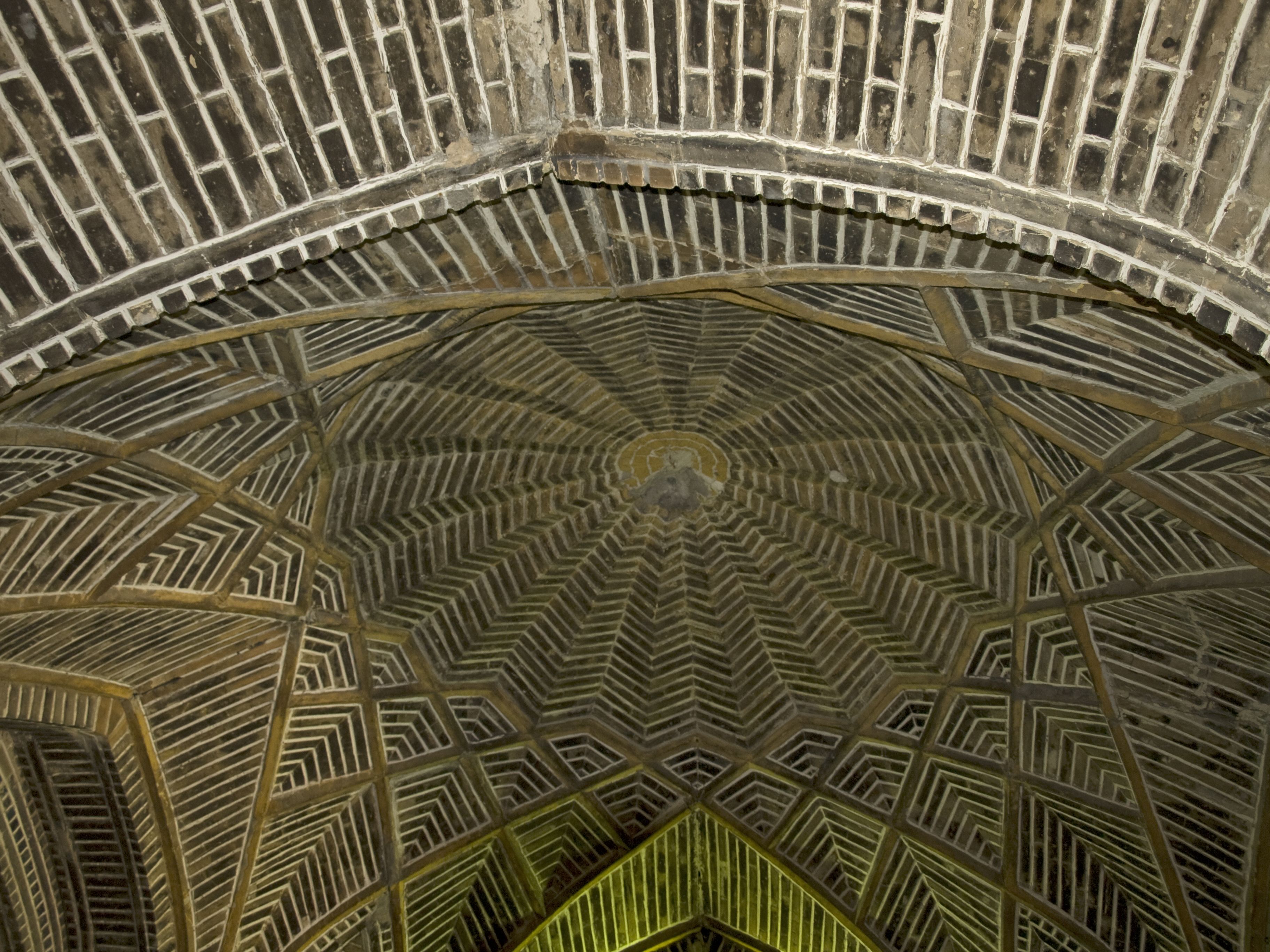
Gewölbedecke